# NGC 2783
NGC 2783 je galaksija u zviježđu Raku.

## Vanjske poveznice
- SEDS: NGC 2783